# Keira Knightley
Keira Christina Knightley (ur. 26 marca 1985 w Teddington w Wielkiej Brytanii) – brytyjska aktorka.
Nominowana dwukrotnie do Oscara, w tym za najlepszą rolę pierwszoplanową w filmie Duma i uprzedzenie. Laureatka dwóch nagród Empire Awards, trzech nagród Brytyjskiej Akademii Filmowej, trzech Złotych Globów, jednej nagrody Gildii Aktorów Ekranowych i jednej nagrody im. Laurence'a Oliviera.

## Życiorys
Urodziła się w Teddington jako córka Sharman Macdonald, nagradzanej autorki sztuk teatralnych, oraz aktora Willa Knightleya. Ma starszego brata Caleba.
Zadebiutowała jako aktorka w wieku siedmiu lat rolą w serialu telewizyjnym Screen One. Następnie zagrała w swoim pierwszym filmie fabularnym A Village Affair (1994). Sukces odniosła dzięki drugoplanowej roli służącej królowej Amidali w filmie George’a Lucasa Gwiezdne wojny: część I – Mroczne widmo, jednak przełomem w jej karierze okazała się rola w filmie Podkręć jak Beckham (2002). Następnie otrzymała główną rolę kobiecą w filmie Gore’a Verbinskiego Piraci z Karaibów: Klątwa Czarnej Perły, który stał się początkiem dochodowej serii.
W 2004 starała się o rolę Christine Daae w filmie Upiór w operze, jednak rolę tę dostała Emmy Rossum. Za występ w roli Elizabeth Bennet w adaptacji powieści Jane Austen Duma i uprzedzenie (2005) otrzymała swoją pierwszą w karierze nominację do Oscara dla najlepszej aktorki pierwszoplanowej. W 2006 zrobiła sobie przerwę od pracy, twierdząc, że chciałaby odpocząć od aktorstwa i skupić się na podróżowaniu oraz życiu osobistym. Powróciła na ekrany rolą w filmie Pokuta (2007), za którą otrzymała nominację do Złotego Globu i nagrody BAFTA.

## Życie prywatne
W 2013 wyszła za muzyka Jamesa Rightona. Mają dwie córki, Edie (ur. 2015) i Delilah (ur. 2019). 
W 2018 roku ujawniła, że w wieku 22 lat przeszła załamanie psychiczne i zdiagnozowano u niej zespół stresu pourazowego (PTSD). Prawdopodobną przyczyną był nagły awans do grona sław. Nie opuszczała wówczas domu przez trzy miesiące, aż do początku 2008 roku, kiedy to musiała poddać się hipnoterapii. Miało to zapobiec atakom paniki, aby umożliwić jej udział w corocznej gali BAFTA Awards, gdzie była nominowana za rolę w Pokucie.

## Filmografia

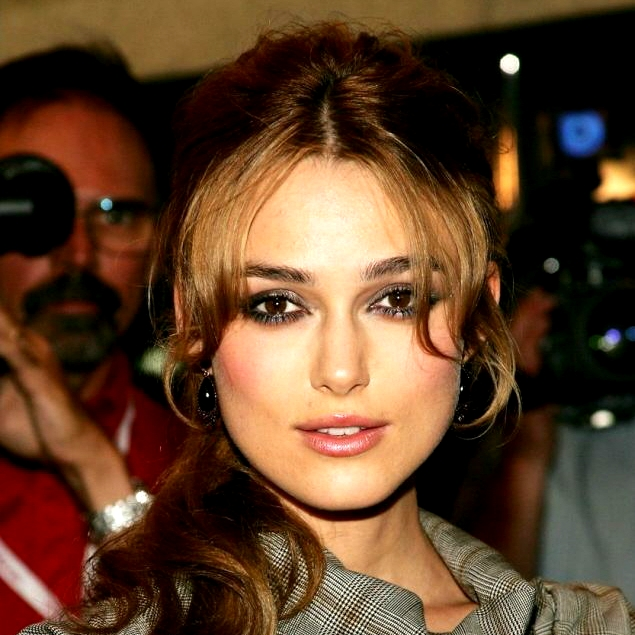
Knightley (2005)

### Filmy fabularne
- 1995:
  - A Village Affair jako Natasha Jordan
  - Niewinne kłamstwa (Innocent Lies) jako młoda Celia
- 1996: The Treasure Seekers jako księżniczka
- 1998: Powrót do domu (Coming Home) jako młoda Judith
- 1999: Gwiezdne wojny: część I – Mroczne widmo (Star Wars: Episode I - The Phantom Menace) jako Sabé
- 2001:
  - Bunkier (The Hole) jako Frances 'Frankie' Almond Smith
  - Księżniczka złodziei (Princess of Thieves) jako Gwyn
  - Deflation jako Jogger
- 2002:
  - The Seasons Alter jako Helena
  - Doktor Żywago (Doctor Zhivago) jako Larysa „Lara” Antipowa (z domu Guishar)
  - New Year’s Eve jako Leah
  - Pure jako Louise
  - Marzenia do spełnienia (Thunderpants) jako uczennica szkoły muzycznej (niewymieniona w czołówce)
  - Podkręć jak Beckham (Bend It Like Beckham) jako Juliette „Jules” Paxton
- 2003:
  - To właśnie miłość (Love Actually) jako Juliet
  - Piraci z Karaibów: Klątwa Czarnej Perły (Pirates of the Caribbean: The Curse of the Black Pearl) jako Elizabeth Swann
  - Gaijin jako Kate (głos)
- 2004: Król Artur (King Arthur) jako Ginewra
- 2005:
  - Domino jako Domino Harvey
  - Duma i uprzedzenie (Pride & Prejudice) jako Elizabeth Bennet
  - Obłęd (The Jacket) jako Jackie Price
  - Historie zagubionych dusz (Stories of Lost Souls) jako Leah (nowela „New Year’s Eve”)
- 2006: Piraci z Karaibów: Skrzynia umarlaka (Pirates of the Caribbean: Dead Man’s Chest) jako Elizabeth Swann
- 2007:
  - Piraci z Karaibów: Na krańcu świata (Pirates of the Caribbean: At World’s End) jako Elizabeth Swann
  - Robbie the Reindeer in Close Encounters of the Herd Kind jako Em (głos)
  - Jedwab (Silk) jako Hélène Joncour
  - Pokuta (Atonement) jako Cecilia Tallis
- 2008:
  - Księżna (The Duchess) jako Georgiana, księżna Devonshire
  - Granice namiętności (The Edge of Love) jako Vera Phillips
- 2009: The Continuing and Lamentable Saga of the Suicide Brothers jako wróżka
- 2010:
  - Zeszłej nocy (Last Night) jako Joanna Reed
  - Londyński bulwar (London Boulevard) jako Charlotte
  - Nie opuszczaj mnie (Never Let Me Go) jako Ruth
  - Steve jako kobieta
- 2011:
  - Nibylandia (Neverland) jako Dzwoneczek (głos)
  - Niebezpieczna metoda (A Dangerous Method) jako Sabina Spielrein
- 2012:
  - Anna Karenina jako Anna Karenina
  - Przyjaciel do końca świata (Seeking a Friend for the End of the World) jako Penny
  - Stars in Shorts jako kobieta
- 2013:
  - Zacznijmy od nowa (Begin Again) jako Gretta
  - Once Upon a Time jako Gabrielle Chanel
- 2014:
  - Gra tajemnic (The Imitation Game) jako Joan Clarke
  - Życie nie gryzie (Laggies) jako Megan
  - Jack Ryan: Teoria chaosu (Jack Ryan: Shadow Recruit) jako Cathy Ryan
- 2015: Everest jako Jan Hall
- 2016: Ukryte piękno (Collateral Beauty) jako Amy
- 2017: Piraci z Karaibów: Zemsta Salazara (Pirates of the Caribbean: Dead Men Tell No Tales) jako Elizabeth Swann
- 2018:
  - Dziadek do orzechów i cztery królestwa (The Nutcracker and the Four Realms) jako Wróżka z Cukrowej Łąki
  - Colette jako Colette
- 2019:
  - W domu innego jako Rachael Morgan
  - Official Secrets jako Katharine Gun
  - Zakochany Berlin (Berlin, I Love You) jako Jane
- 2020: Niepokorna miss (Misbehaviour) jako Sally Alexander
- 2021: 
  - Charlotte jako Charlotte Salomon (głos)
  - Silent Night jako Nell
- 2023: Dusiciel z Bostonu
- 2024: Black Doves jako Helen Webb

### Seriale telewizyjne
- 1993: Screen One jako Angela
- 1995: The Bill jako Sheena Rose
- 1999: Oliver Twist jako Rose Fleming

## Nagrody i nominacje
Keira Knightley zdobyła następujące nagrody i nominacje do nagród:
| Rok  | Nagroda               | Kategoria                                                     | Rola             | Film/Serial                             | Rezultat  | Źródło |
| ---- | --------------------- | ------------------------------------------------------------- | ---------------- | --------------------------------------- | --------- | ------ |
| 2004 | Saturn                | najlepsza aktorka drugoplanowa                                | Elizabeth Swann  | Piraci z Karaibów: Klątwa Czarnej Perły | nominacja | [ 6 ]  |
| 2004 | Saturn                | Nagroda czytelników magazynu Cinescape „Twarz Przyszłości”    | Elizabeth Swann  | Piraci z Karaibów: Klątwa Czarnej Perły | nominacja | [ 6 ]  |
| 2004 | MTV Movie Award       | najbardziej obiecująca aktorka                                | Elizabeth Swann  | Piraci z Karaibów: Klątwa Czarnej Perły | nominacja | [ 6 ]  |
| 2005 | Teen Choice Awards    | Ulubiona aktorka filmu akcji / filmu przygodowego / thrillera | Ginewra          | Król Artur                              | nominacja | [ 7 ]  |
| 2006 | Złoty Glob            | najlepsza aktorka w musicalu lub komedii                      | Elizabeth Bennet | Duma i uprzedzenie                      | nominacja | [ 8 ]  |
| 2006 | Oscar                 | najlepsza aktorka                                             | Elizabeth Bennet | Duma i uprzedzenie                      | nominacja |        |
| 2007 | MTV Movie Award       | najlepsza rola                                                | Elizabeth Swann  | Piraci z Karaibów: Skrzynia umarlaka    | nominacja | [ 9 ]  |
| 2007 | People’s Choice Award | ulubione ekranowe dopasowanie                                 | Elizabeth Swann  | Piraci z Karaibów: Skrzynia umarlaka    | wygrana   | [ 9 ]  |
| 2007 | Nagroda Młodych       | najlepsza aktorka                                             | Elizabeth Swann  | Piraci z Karaibów: Skrzynia umarlaka    | nominacja | [ 9 ]  |
| 2008 | MTV Movie Award       | najlepsza aktorka                                             | Elizabeth Swann  | Piraci z Karaibów: Na krańcu świata     | nominacja | [ 10 ] |
| 2008 | BAFTA                 | najlepsza aktorka pierwszoplanowa                             | Cecilia Tallis   | Pokuta                                  | nominacja | [ 11 ] |
| 2008 | Złoty Glob            | najlepsza aktorka w dramacie                                  | Cecilia Tallis   | Pokuta                                  | nominacja | [ 11 ] |
| 2015 | Oscar                 | najlepsza aktorka drugoplanowa                                | Joan Clarke      | Gra tajemnic                            | nominacja | [ 12 ] |
| 2015 | Złoty Glob            | najlepsza aktorka drugoplanowa                                | Joan Clarke      | Gra tajemnic                            | nominacja | [ 12 ] |
| 2015 | BAFTA                 | najlepsza aktorka drugoplanowa                                | Joan Clarke      | Gra tajemnic                            | nominacja | [ 12 ] |